# Магаре
Магарето (Equus africanus asinus), наричано също осел, е домашно животно от семейство Коне.
Съществуващи сродни диви видове са кулан (онагер) и монголско диво магаре.

## Описание
Цветът им най-често е бял, сив или кафеникав. Височината на магарето, измерена при лопатките, е между 0,9 и 1,6 m. 
Бременността на женското магаре продължава средно 12 месеца, след което се ражда едно малко, в много редки случаи - близнаци, и дори тогава шансът да оцелеят и двете е много малък. 

## Използване
Дивите прародители на магарето са живели в Африка. За първи път магаретата са опитомени около 3000 г. пр.н.е.
Магаретата се ползват за пренасяне на товари още от Древността, включително като ездитно животно. В много отношения магарето е за предпочитане пред коня, защото е по-издръжливо и може да прекара по-дълго време без вода и храна.
Магарето е символ на упоритост, издръжливост или инат.
- Присъства като неофициалната емблемата на Демократическата партия в САЩ.
- В популярната басня на Езоп „Магарето и лъва“ магаре си навлича кожата на лъв за да стане страшно и не успява да уплаши само лисицата, която го чула преди това да реве.
- Популярно име за магаре е Марко. Известни магарета от фолклора и литературата са магарето на Хитър Петър, както и Валаамовата ослица. Според "Новия завет" Исус Христос влиза седмица преди Пасха в Йерусалим, яздейки магаре, което преди това апостолите са му набавили от едно близко село.
- От 1971 г. в гр. Гурково се провежда т.нар. Магарешко рали – състезание между магарешки впрягове.

- Балканско планинско магаре
- Участник в Био-ралито в гр. Гурково
- Символ на Демократическата партия в САЩ
- Илюстрация към „Магарето и лъвът“ на Езоп